# Volkspalast (Dschibuti)

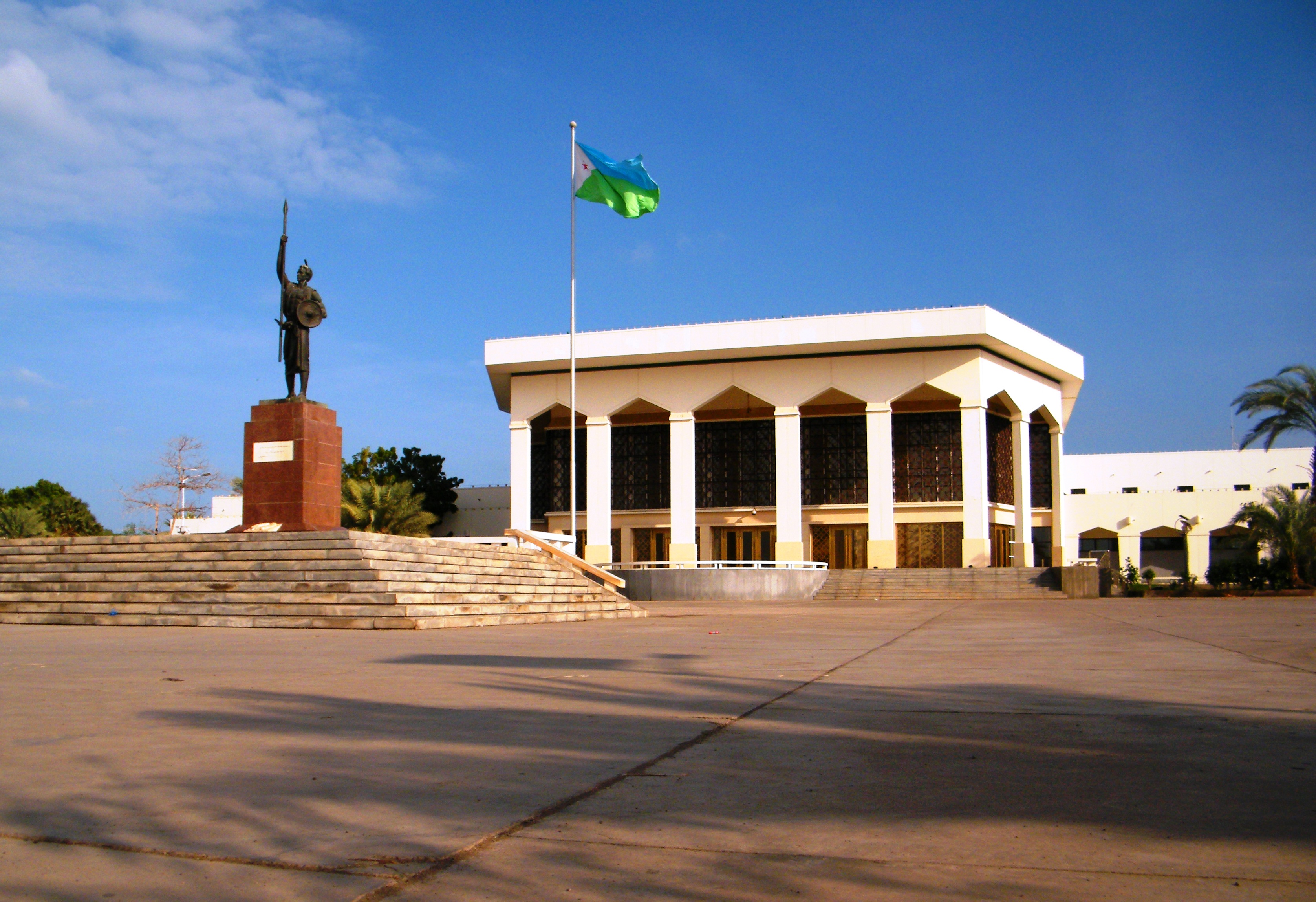
The People’s Palace, Dschibuti.

Der People’s Palace (arabisch قصر الشعب, DMG qasr alshaeb, französisch Palais du Peuple, dt.: „Palast des Volkes“) ist ein monumentales Bauwerk in der Stadt Dschibuti. Er gilt als Symbol für den Freiheitskampf des Volkes. Das patriotische Monument soll ein nationales Symbol sein. Die repräsentativen Elemente verbinden die Ideen der Befreier Dschibutis mit der Symbolik der Nomaden.

## Architektur
Der Volkspalast steht im Gebiet La Plaine an der Boulevard Bounhour Road zwischen Place Lagarde und Place Tokyo im Norden von Dschibuti-Stadt. Im Westen schließt sich einer der Häfen an.
Vor dem Palast steht ein Heldendenkmal und die Eingangshalle ist als großzügige Säulenhalle gestaltet. Im Palast befindet sich auch ein Museum.

## Geschichte
Der Volkspalast wurde 1984 als Geschenk der Volksrepublik China erbaut und am 2. März 1985 eröffnet.

## Märtyrer-Monument und Flaggen
Der Platz des Volkspalastes trägt das Märtyrer-Monument, der Freiheitskämpfer von Dschibuti. Zahlreiche Masten sind mit der Flagge Dschibutis geschmückt.